# Division I i bandy 1954
Division I i bandy 1954 var Sveriges högsta division i bandy säsongen 1954. Norrgruppsvinnarna Västanfors IF lyckades vinna svenska mästerskapet efter seger med 2-1 mot södergruppsvinnarna Örebro SK i omspelsfinalen på Tunavallen i Eskilstuna den 7 mars 1954, efter 1-1 i den första finalmatchen på Stockholms stadion den 14 februari. Omspelsfinalen flyttades på grund av förberedelserna inför världsmästerskapet i ishockey 1954, som spelades på Stockholms stadion.

## Upplägg
Gruppvinnarna i de två geografiskt indelade 8-lagsgrupperna möttes i final, och lag 7-8 i respektive grupp flyttades ned till Division II. 

## Förlopp
Skytteligan vanns av Sven-Erik Broberg, Västanfors IF med 12 fullträffar..

## Seriespelet

### Division I norra
| Nr | Lag            | S | V | O | F | +/-     | P  |
| -- | -------------- | - | - | - | - | ------- | -- |
| 1  | Västanfors IF  | 7 | 6 | 1 | 0 | 33 - 13 | 13 |
| 2  | Skutskärs IF   | 7 | 3 | 3 | 1 | 18 - 15 | 9  |
| 3  | Bollnäs GIF    | 7 | 3 | 2 | 2 | 17 - 12 | 8  |
| 4  | Brobergs IF    | 7 | 3 | 2 | 2 | 13 - 12 | 8  |
| 5  | Sandvikens AIK | 7 | 2 | 3 | 2 | 13 - 13 | 7  |
| 6  | Edsbyns IF     | 7 | 2 | 1 | 4 | 13 - 17 | 5  |
| 7  | Falu BS        | 7 | 1 | 1 | 5 | 10 - 20 | 3  |
| 8  | Hammarby IF    | 7 | 1 | 1 | 5 | 12 - 27 | 3  |

### Division I södra
| Nr | Lag             | S | V | O | F | +/-     | P  |
| -- | --------------- | - | - | - | - | ------- | -- |
| 1  | Örebro SK       | 7 | 6 | 1 | 0 | 21 - 10 | 13 |
| 2  | AIK             | 7 | 4 | 1 | 2 | 18 - 12 | 9  |
| 3  | IF Göta         | 7 | 4 | 1 | 2 | 19 - 15 | 9  |
| 4  | Nässjö IF       | 7 | 3 | 0 | 4 | 21 - 19 | 6  |
| 5  | Katrineholms SK | 7 | 2 | 2 | 3 | 15 - 18 | 6  |
| 6  | Slottsbrons IF  | 7 | 2 | 2 | 3 | 15 - 20 | 6  |
| 7  | Tranås BoIS     | 7 | 1 | 2 | 4 | 14 - 20 | 4  |
| 8  | Västerås SK     | 7 | 1 | 1 | 5 | 10 - 19 | 3  |

## Svensk mästerskapsfinal
- 14 februari 1954: Västanfors IF-Örebro SK 1-1, förlängning (Stockholms stadion)

## Omspel av svensk mästerskapsfinal
- 7 mars 1954: Västanfors IF-Örebro SK 2-1 (Tunavallen, Eskilstuna)

## Svenska mästarna
Mall:Västanfors IF BK 1954